# Elias Jönsson
Elias Ingemar Jönsson (i riksdagen kallad Jönsson i Ingemarsgården), född 28 juni 1922 i Hammerdal, Jämtlands län, död där 3 juni 2003, var en svensk lantbrukare och politiker (folkpartist).
Elias Jönsson, som kom från en bondefamilj, var lantbrukare på Ingemarsgården i Hammerdal från 1950. Han valdes till vice ordförande i Hammerdals kommunalfullmäktige 1963 och var också ledamot i Jämtlands läns landsting 1958-1966 samt 1970-1973. 
Han engagerade sig tidigt i den liberala politiken och var förste vice förbundsordförande i Folkpartiets ungdomsförbund 1956-1957 samt ledamot i folkpartiets partistyrelse 1958-1980. Han var även ordförande i Jämtlandsdistriktet av IOGT 1951-1958 och valdes 1966 till vice ordförande i Motorförarnas Helnykterhetsförbund.
Elias Jönsson var riksdagsledamot i andra kammaren 1957-1958 och 1961-1970 för Jämtlands läns valkrets. I riksdagen var han bland annat suppleant i jordbruksutskottet 1961-1968 och ledamot i andra lagutskottet 1969-1970. Som riksdagsledamot engagerade han sig särskilt i socialpolitik och regionala frågor.